# Wasserkraftwerk Kamýk
Die Wasserkraftwerk Kamýk liegt an der Moldau nahe dem tschechischen Ort Kamýk nad Vltavou und ist Teil der Moldau-Kaskade.
Das Wasserkraftwerk wurde zeitgleich mit der zehn Kilometer flussaufwärts befindlichen Orlík-Talsperre erbaut. Die Anlage bei Kamýk dient hauptsächlich dazu den unregelmäßigen Abfluss der Talsperre zu puffern und einen gleichmäßigen Wasserfluss zu erreichen. Neben dieser Funktion dient das Werk auch zur Trinkwasserversorgung und der Stromerzeugung.
Das Stauwerk besteht aus einer Gewichtsstaumauer. Im Stauwerk integriert sind vier Drucksegmentwehre mit einer Breite von je 18 m. Über die vier Wehre können bis zu 2000 m³ Wasser pro Sekunde abgeführt werden. Das im nördlichen Teil der Anlage befindliche Wasserkraftwerk hat eine Maximalleistung von 48 MW.